# José Greci
José Greci (Ferrara, 1941. január 10. – Róma, 2017. június 1.) olasz színésznő.

## Filmjei

### Mozifilmek
- La cento chilometri (1959)
- Ben Hur (1959)
- La vendetta dei barbari (1960)
- Romolo e Remo (1961)
- A szerelem másik arca (Le italiane e l'amore) (1961)
- Il sangue e la sfida (1962)
- Maciste, il gladiatore più forte del mondo (1962)
- Ursus, il gladiatore ribelle (1962)
- A hetedik villámlás (Le sette folgori di Assur) (1962)
- Zorro és a három muskétás (Zorro e i tre moschettieri) (1963)
- Maciste, l'eroe più grande del mondo (1963)
- La porteuse de pain (1963)
- Herkules és az álarcos lovas (Golia e il cavaliere mascherato) (1963)
- Maciste contro i Mongoli (1963)
- I dieci gladiatori (1963)
- Delitto allo specchio (1964)
- Maciste nell'inferno di Gengis Khan (1964)
- Una spada per l'impero (1964)
- La vendetta dei gladiatori (1964)
- Marc Mato, agente S. 077 (1965)
- Sette contro tutti (1965)
- Operazione poker (1965)
- Un milione di dollari per sette assassini (1966)
- Cifrato speciale (1966)
- Maigret felügyelő csapdája (Maigret a Pigalle) (1966)
- La più bella coppia del mondo (1968)
- Tutto sul rosso (1968)
- All'ultimo sangue (1968)
- Afyon oppio (1972)
- Catene (1974)

### Tv-filmek
- Canne al vento (1958)
- Il cenerentolo (1968)
- Stasera Fernandel (1968)